# ジョアン・デ・サルダーニャ

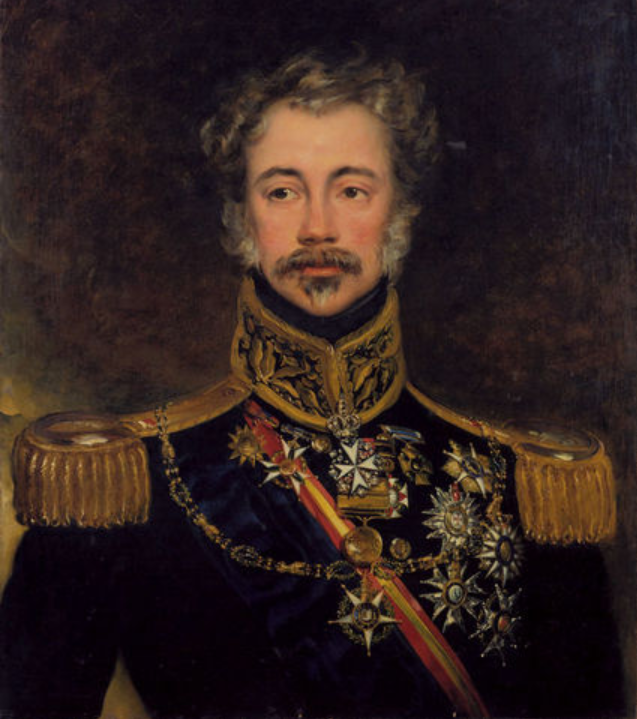
サルダーニャ公ジョアン・デ・サルダーニャ・オリヴェイラ

サルダーニャ公ジョアン・カルルシュ・グレゴリオ・ドミンゴス・ヴィセンテ・フランシスコ・デ・サルダーニャ・オリヴェイラ・エ・ダウン （ポルトガル語: João Carlos Gregório Domingos Vicente Francisco de Saldanha Oliveira e Daun, 1790年11月17日 - 1876年11月21日）は、ポルトガルの陸軍元帥及び政治家。第3代首相を務めて以後、3度登板した。

## 生涯
単に「サルダーニャ公」の呼び方でも知られ、1820年の革命から死去するまで、ポルトガルの内戦や政争に身を投じた。企てたクーデターは7回以上という。1846年に爵位を継いだ。ペドロ4世とその弟ミゲル1世が対立した内戦時には、重要な役割を果たした。ルイス1世の治世初期にも80代と高齢ながらクーデターを敢行。ルイス1世によりイギリス大使に任じられ、着任中にロンドンで死去した。